# Joan Colom i Altemir
Joan Colom i Altemir (Barcelona, april 1921 – aldaar, 3 september 2017) was een Catalaanse fotograaf.

## Levensloop
Colom studeerde voor boekhouder. Als autodidact werd hij in 1957 lid van de Agrupació Fotogràfica de Catalunya (AFC) en een jaar later won hij al de zevende prijs op het internationale Salon voor de fotografie in Murcia. Hij toonde belangstelling voor de sociale realiteit, zoals blijkt uit zijn reeks uit 1957 over de wijk Raval in Barcelona, het toenmalige Chinatown van de Catalaanse hoofdstad.
Op uitnodiging van het Franse Commissariaat voor Toerisme nam hij in 1962 deel aan het project Onze photographes espagnols à Paris.
Hij kreeg in 2006 het Creu de Sant Jordi. Colom werd 96 jaar oud.

## Tentoonstellingen
- 1960 · Joan Colom, Riera Tubau en García Pedret, op de zetel van de AFC
- 1960 · Grup El Mussol, Sala Aixelà
- 1961 · La Calle, Sala Aixelà[2]
- 1962 · El IV Rallye de Sitges visto por el grupo fotográfico El Mussol, Sala Aixelà
- 1962 · Onze photographes espagnols, Parijs
- 1963 · Fotografía española actual, Saló de la imatge. (en later in diverse Europese steden)
- 1982 · La fotografia catalana als anys 50-60, Palau de la Virreina
- 1984 · Photographies catalanes des années cinquante, Centre d'Etudes Catalanes, première in Parijs en dan in andere steden
- 1986 · Fotografies catalanes dels anys 50, Tarragona
- 1992 · Temps de Silenci. Panorama de la fotografia espanyola dels anys cinquanta i seixanta Centre d'Art Santa Mònica
- 1996 · El compromis de la mirada, Fundació "la Caixa"
- 1996 · Fotografia i societat en la Espanya de Franco 1939-1975. Les fonts de la memòria III, Fundació la Caixa
- 1996 · Barcelona contemporània 1860-1999, CCCB.
- 1996 · Imatges. Fotografia catalana, Centre d'Art Santa Mònica
- 1996 · Galeria Forum, Tarragona
- 1999 · El Carrer. Joan Colom a la Sala Aixelà, 1961, MNAC
- 2003 · Resonàncies: Brassaï-Paris/Colom-Barcelona Fundació Foto Colectania
- 2003 · ARCO, Stand van het Spaanse ministerie voor Cultuur
- 2004 · Joan Colom. Fotografies de Barcelona, 1958-1964, Fundación Telefónica
- 2006 · Joan Colom. Les gens du Raval, Fondation Cartier Bresson, Parijs
- 2006 · Joan Colom. Gent del Raval”. Lawrence Miller Gallery. New York

## Prijzen en onderscheidingen
- 2002 · Premi Nacional de Fotografia concedit pel Ministeri de Cultura d'Espanya, el *2003: Medalla d'Or al Mèrit Cultural, Barcelona)
- 2004 · Premi Nacional d'Arts Visuals
- 2006 · Creu de Sant Jordi

Oudere prijzen
- 1958 · VI Salón Nacional de Fotografía de Alcira
- 1958 · Agrupación Fotográfica de Guadalajara
- 1963 · Trofeu Egara, Terrasa

## Verwijzingen
1. ↑  «Joan Colom i Altemir», Gran Enciclopèdia Catalana, Barcelona, Enciclopèdia Catalana, op 4 juni 2012 geraadpleegd
2. ↑  Revista Afal (“Joven fotografía española”, nº 28, enero-febrero.

- Biblioteca Nacional de España: XX1679281
- Bibliothèque nationale de France: cb135098731 (data)
- Catàleg d'autoritats de noms i títols de Catalunya: 981058521514206706
- Gemeinsame Normdatei: 122282175
- International Standard Name Identifier: 0000 0001 0872 5362
- Library of Congress Control Number: no2023006845
- PIC: 387773
- LIBRIS: 283581
- SNAC: w6184w4z
- Système universitaire de documentation: 078658748
- Union List of Artist Names: 500349606
- Virtual International Authority File: 14928446
- WorldCat: E39PBJjtbDpwqqdtGfDF6ktkDq